# Termofor

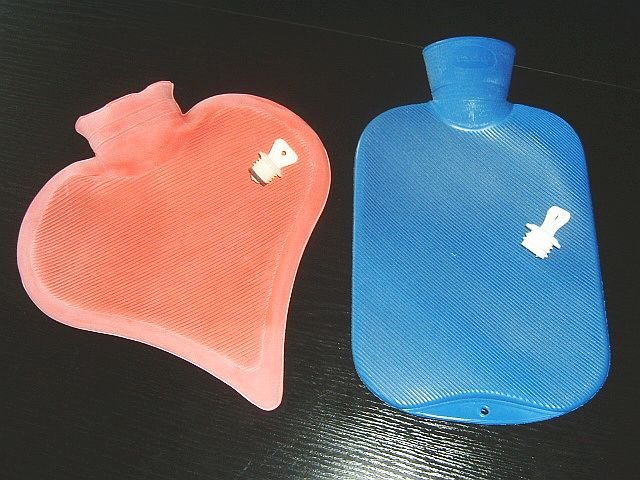
Dwa współczesne, gumowe termofory z zatyczkami

Termofor – worek napełniany gorącą wodą, który służy do miejscowego nagrzewania ciała. Nazwa powstała z połączenia termo- + gr. phorós = niosący od phoreín = nieść.

## Historia
Pierwowzorem termoforu były pojemniki z XVI wieku konstruowane z cyny i używane wyłącznie przez osoby zamożne. Bardzo często posiadały bogate zdobienia, monogramy właścicieli i daty powstania. Pojemniki te przyjmowały różnorodne kształty: okrągłe, kwadratowe, owalne bądź przypominające serce. Kiedy zaczęto je wytwarzać z miedzi i mosiądzu, ich popularność wzrosła. Następnym krokiem było wykorzystanie aluminium i umieszczanie porcelanowych i szklanych dodatków. 
Gumowe termofory, które dzięki swoim zaletom wyparły poprzednie konstrukcje, pojawiły się na początku XX wieku. Ich twórcą jest chorwacki inżynier Eduard Slavoljub Penkala, który opatentował swój wynalazek w 1903 roku.